# Dialekt zachodnioflamandzki

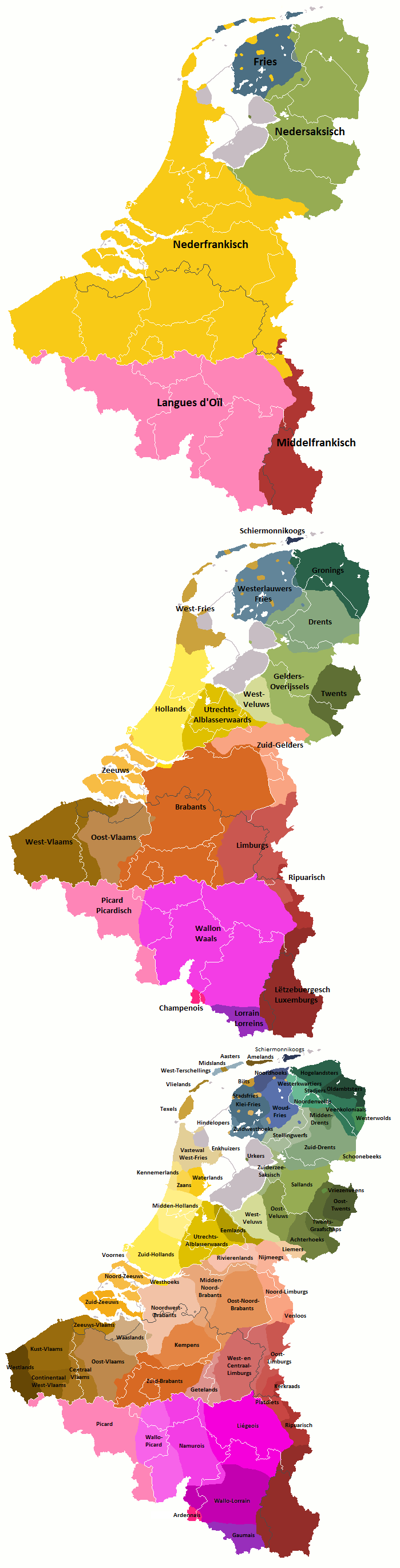
Zasięg dialektu zachodnioflamandzkiego zaznaczono kolorem piaskowym

Dialekt zachodnioflamandzki – dialekt używany przez ponad 1 milion osób w Belgii (zachodnia Flandria), w takich miastach jak Brugia, Ypres i Ostenda, a także w przyległych rejonach Holandii i Francji, gdzie jest uznany za jeden z języków regionalnych.